# Сагайдачна Анна Олександрівна
Анна Олександрівна Сагайдачна, у шлюбі Третяк (нар. 1 червня 1989, Красноград, Харківська область) — українська акторка театру, кіно та дубляжу.

## Біографія
Народилася 1 червня 1989 року у місті Краснограді Харківської області. У дитячі роки захоплювалася музикою та хореографією. Закінчила музичну школу.
З 2006—2011 роках навчалась у Київському національному університеті культури і мистецтв, майстерня Юрія Муравицького.
Після закінчення п'ятого курсу КНУКіМ, отримавши червоний диплом, вступила у Київський національний університет театру, кіно і телебачення імені Івана Карпенка-Карого, майстерня Юрія Висоцького, який закінчила у 2012 році.
Після закінчення навчання працювала аніматоркою.
Дебютувала в кіно у 2008 році у стрічці «Рідні люди».
Захоплюється скелелазінням, танцями і співом.
Була одружена, виховує сина Тимура.

## Доробок

### У театрі
Театр «Золоті ворота»
- 2008 — «Злочин і кара» — Соня Мармеладова, режисер: Валерій Пацунов.

## Фільмографія
- 2021 — «Справедливість» — Надя
- 2021 — «Зведена» — Олександра
- 2021 — «Без тебе» — Надя
- 2020 — «Відпустка у сосновому лісі» — Ольга
- 2020 — «Тросинка на вітрі» — Саша
- 2019 — «Птах душі» — Люда, доглядальниця
- 2019 — «Підлягає знищенню» — Тамара
- 2019 — «Контакт» — Дарина Біленька, лейтенантка поліції
- 2019 — «У неділю зранку зілля копала» — Ольга
- 2019 — «Кріпосна»[3] — Наталі Дорошенко
- 2019 — «Маршрути долі»
- 2018 — «Побачити океан»
- 2018 — «Прислуга»
- 2018 — «Сьомий гість»
- 2017 — «Сутичка» — Віра Єлонова
- 2017 — «Не можу забути тебе» — Вікторія Климчук
- 2017 — «Ментовські війни. Одеса» — Таня Годинна, слідча-стажистка
- 2016 — «Провідниця» — Соня
- 2016 — «Одинак» — Рита
- 2016 — «На лінії життя» — Соня
- 2016 — «Схід-Захід» — Оксана, секретарка
- 2016 — «40+ або Геометрія почуттів» — Лариса, медсестра
- 2015 — «Щоб побачити веселку, потрібно пережити дощ» — Джульєтта
- 2015 — «Прокурори» — Світлана
- 2015 — «Останній яничар» — Ганна, головна роль
- 2015 — «Поділися щастям своїм» — Свєта Ігнатова, сестра Віри
- 2015 — «Небезпечне місто» — Віра Єлонова
- 2015 — «Ніконов і Ко» — Альона
- 2015 — «Червона королева» — Марина Дунаєва, модель[4]
- 2015 — «Краса по-радянськи» — Марина, головна роль
- 2014 — «Пляж» — Лелі
- 2014 — «Ображена долею» — Оксана
- 2012 — «Жіночий лікар» — Мар'яна Рубльова
- 2012 — «Дорога в порожнечу» — епізод
- 2012 — «Повернення Мухтара-8» — Алла
- 2011 — «Пончик Люся» — подруга (в титрах не вказана)
- 2011 — «Ластівчине гніздо» — епізод
- 2011 — «Добридень, мамо!» — Інга (в титрах не вказана)
- 2011 — «Повернення Мухтара-7» — епізод
- 2008 — «Рідні люди» — епізод

## Дублювання

### Українською мовою
- «Таємниці Ґравіті Фолс» — Мейбл (дубляж, Le Doyen)
- «Стартрек: Відплата» — (дубляж, Le Doyen)
- «Крижана лихоманка» — Анна (дубляж, Le Doyen)
- «Різдво з Олафом» — Анна (дубляж, Le Doyen)
- «Крижане серце» (2 частини) — Анна (дубляж, Le Doyen)
- «Ральф-руйнівник 2: Інтернетрі» — Анна (дубляж, Le Doyen)
- «Залізна людина 3» — (дубляж, Le Doyen)
- «Зоряні війни» (збірка фільмів) — (дубляж, Le Doyen)

### Російською мовою
- «Різдво з дивакуватими родичами» — (російський дубляж, ТО ДіАр на замовлення Nickelodeon/SDI Media)

## Призи, номінації та нагороди
- 2016 — «Телетріумф» — номінація «Акторка телевізійного фільму/серіалу (виконавиця жіночої ролі)» за роль моделі Марини Дунаєвої у телесеріалі «Червона королева»[5].